# Ferrari 250 GT Lusso
Vous lisez un « article de qualité » labellisé en 2010.
Pour un article plus général, voir Ferrari 250.
La Ferrari 250 GT Lusso, parfois dénommée GTL ou GT/L — à ne pas confondre avec la Berlinetta Lusso, version spéciale de la 250 GT Berlinetta SWB — est une automobile de tourisme produite par le constructeur italien Ferrari. Déclinaison plus spacieuse et surtout plus luxueuse de la berlinette 250 GT, la 250 GT Lusso, qui n'est pas destinée à la compétition en Grand Tourisme, est considérée comme l'un des plus élégants modèles de Ferrari,,,.
Fidèle à la « tradition » Ferrari de l'époque, la 250 GT Lusso est dessinée par le carrossier turinois Pininfarina et carrossée par Scaglietti. Bien que l'habitacle soit plus spacieux que celui de la 250 GT, la GT Lusso demeure un coupé GT deux places, contrairement à la 250 GTE, coupé 2+2. Fabriquée pendant seulement dix-huit mois, de début 1963 à milieu 1964, elle est le dernier modèle de la génération des Ferrari 250 GT.

## Contexte et genèse
Les expositions automobiles sont souvent l'occasion pour les constructeurs de présenter de nouveaux modèles au public. Ferrari profite ainsi de l'édition 1962 du Salon automobile de Paris pour dévoiler, sous forme de prototype, sa 250 GT Lusso. Il s'agit d'un modèle déjà quasiment abouti, puisque seules des « modifications de détails » seront apportées par la suite.
Ce nouveau modèle est le moyen pour Ferrari d'une part de combler le « vide » laissé entre la sportive 250 GT SWB et le luxueux coupé 250 GTE 2+2,, et d'autre part — et surtout — de répondre aux nouvelles exigences des années 1960. En effet, les amateurs de sportives sont à cette époque plus friands de modèles « civilisés », c'est-à-dire confortables et spacieux, que radicalement sportifs,. Ferrari ne lésine d'ailleurs pas sur les finitions de la GTL, ce qui se ressent en ce qui concerne le poids : se situant entre 1 020 kg et 1 310 kg selon les finitions, celui-ci est assez élevé.
S'étendant sur une période exceptionnellement courte pour un modèle Ferrari, sa production en série commence en janvier 1963 et se termine en août 1964. Selon l'Américain Peter Coltrin, expert Ferrari de longue date, la construction de la 250 GT Lusso a dû commencer peu de temps après la présentation du prototype du Salon de Paris.
Bien qu'elle ne soit pas destinée à la compétition, la 250 GT Lusso fera quelques apparitions dans plusieurs épreuves sportives en 1964 et 1965, telles que la Targa Florio et le Tour de France. Dernier modèle de la série des 250 GT, la GT Lusso sera produite à 351 exemplaires avant d'être remplacée par la Ferrari 275 GTB à la suite de l'augmentation de la cylindrée du moteur. À l'origine vendue 13 375 $, la GTL se négocie en 2010 à partir de 400 000 à 500 000 $.

## Aspect extérieur

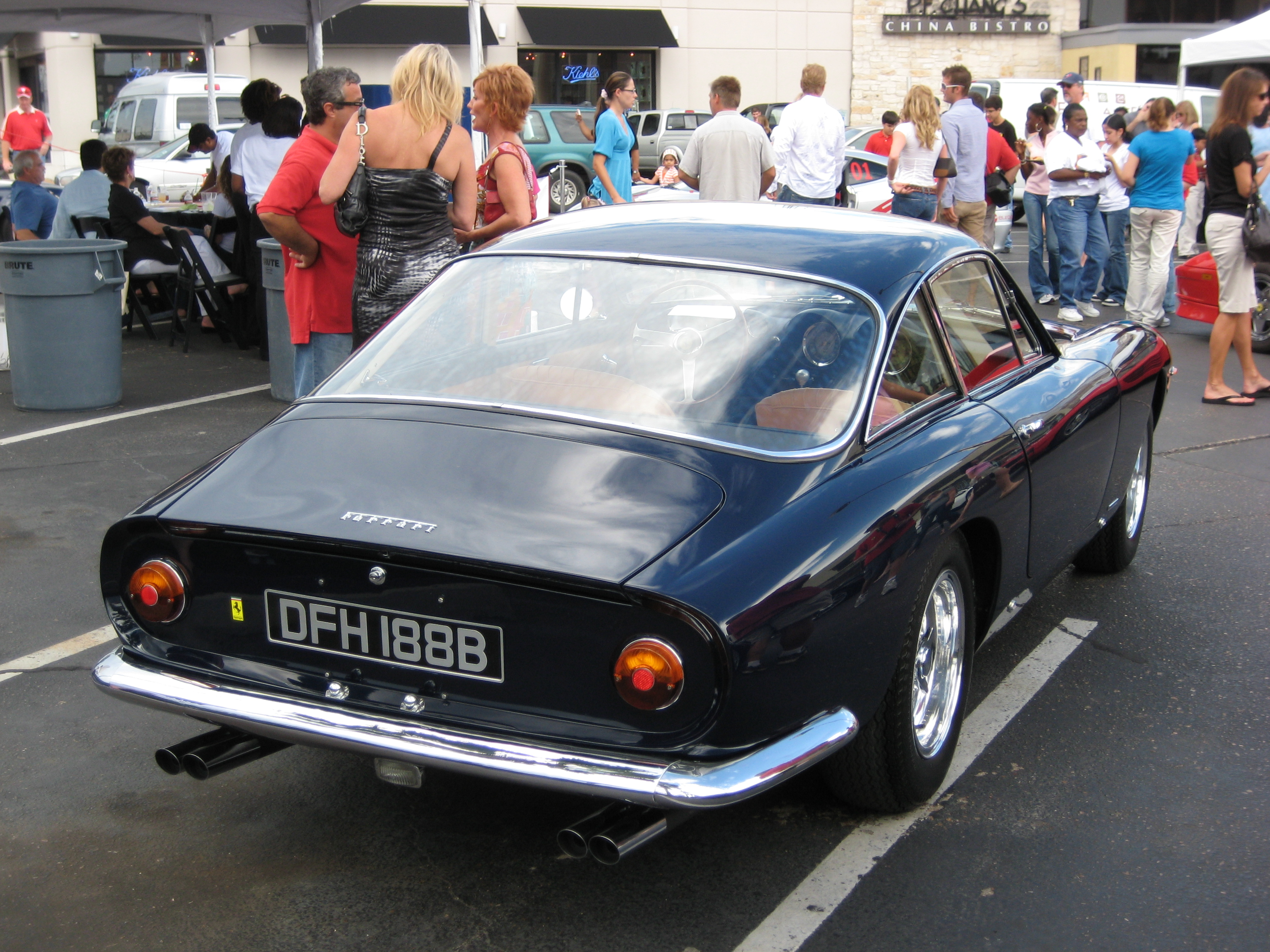
L'importante lunette arrière offre à la GTL une excellente visibilité.

Reprenant certains traits esthétiques, et notamment aérodynamiques, des 250 GT et 250 GTO, Pininfarina est à l'origine du design de la 250 GT Lusso, que beaucoup considèrent comme l'une des plus belles Ferrari jamais produites, ; elle saura d'ailleurs séduire des personnalités de l'époque telles que Steve McQueen.
Comme à l'habitude, la société Carrozzeria Scaglietti est chargée de la fabrication de la carrosserie. Celle-ci est réalisée en acier à l'exception des portes, du couvercle de coffre et du capot moteur, qui sont en aluminium. La poupe de la carrosserie, dans laquelle est sculpté un petit aileron — la 250 GTL devenant ainsi la première Ferrari de tourisme à intégrer des appendices aérodynamiques —, se termine par un abrupt arrière de style Kammback,.
Typique des coupés, l'arrière court se caractérise par ailleurs par une lunette descendant en pente douce jusqu'à la poupe de l'automobile. Les surfaces vitrées, notamment la lunette arrière et les custodes triangulaires, sont particulièrement importantes et les montants très minces, offrant une excellente visibilité,. La 250 GTL (hormis quelques rares versions, dont la version Speciale Berlinetta Coupe dessinée par Battista Pininfarina pour lui-même, qui disposent de deux phares carénés à l'image de ceux de la Ferrari 250 GT California Spyder,) est équipée de quatre phares ronds à l'avant, . De nombreux détails de carrosserie font la particularité de la 250 GT Lusso, comme la grille d'aération rectangulaire placée sur le capot, les ailes particulièrement galbées ou encore les pare-chocs chromés, essentiellement décoratifs et placés, à l'avant, verticalement sous chaque feu de position.

## Habitacle

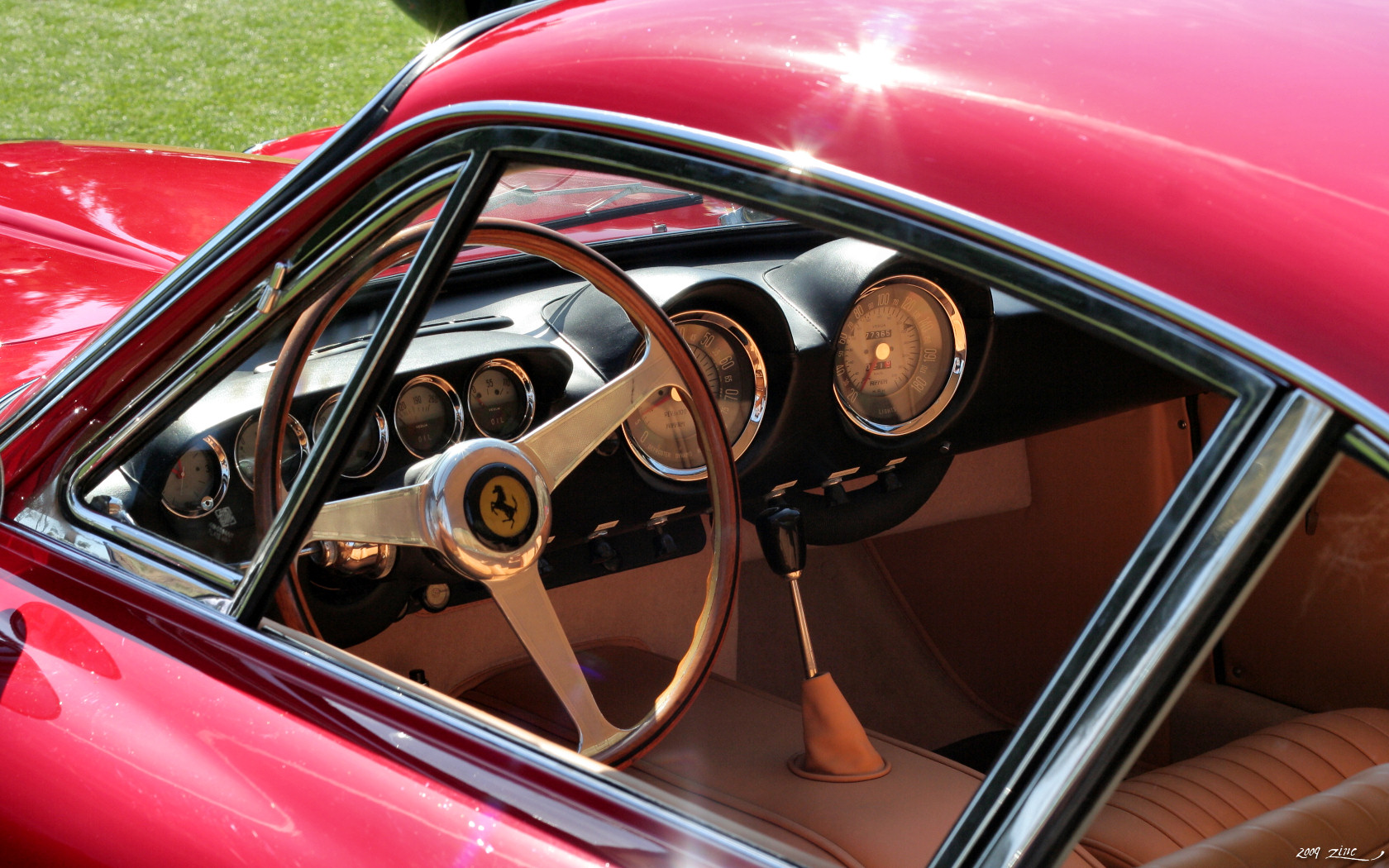
La planche de bord de la 250 GT Lusso présente un dessin inhabituel pour son temps.

Déclinaison de luxe des 250 GT, la 250 GT Lusso dispose d'un habitacle spacieux, grâce notamment à un moteur avancé de quelques centimètres sur le train avant ; c'est une modification inattendue à cette époque de la part de Ferrari, étant donné que les sportives doivent concentrer, autant que possible, le poids au centre de l'automobile. L'intégration de seulement deux places — et non quatre comme sur la 250 GTE — permet également de disposer de suffisamment de place derrière les profonds baquets pour y ajouter un plateau destiné à recevoir les bagages ; cet espace recouvert de cuir matelassé dispose d'ailleurs de lanières permettant de les attacher.
Si la 250 GT Lusso était une sportive civilisée, elle était néanmoins « à recommander de préférence à des passagers jeunes et souples » en raison des dossiers de sièges dont l'inclinaison n'est pas réglable. À l'inverse, la profondeur du pédalier est réglable sur cinq centimètres, comme sur les versions de course. Le dessin du tableau de bord, recouvert de cuir souple et noir, est inhabituel : le tachymètre, dont la zone rouge commence à 8 000 tr/min, et le compteur de vitesse sont placés au centre, légèrement orientés vers le conducteur, tandis que les cinq jauges supplémentaires se trouvent en face du conducteur, derrière le volant à trois branches Nardi en bois et en aluminium, disposé presque à la verticale,.

## Châssis, freins et suspensions

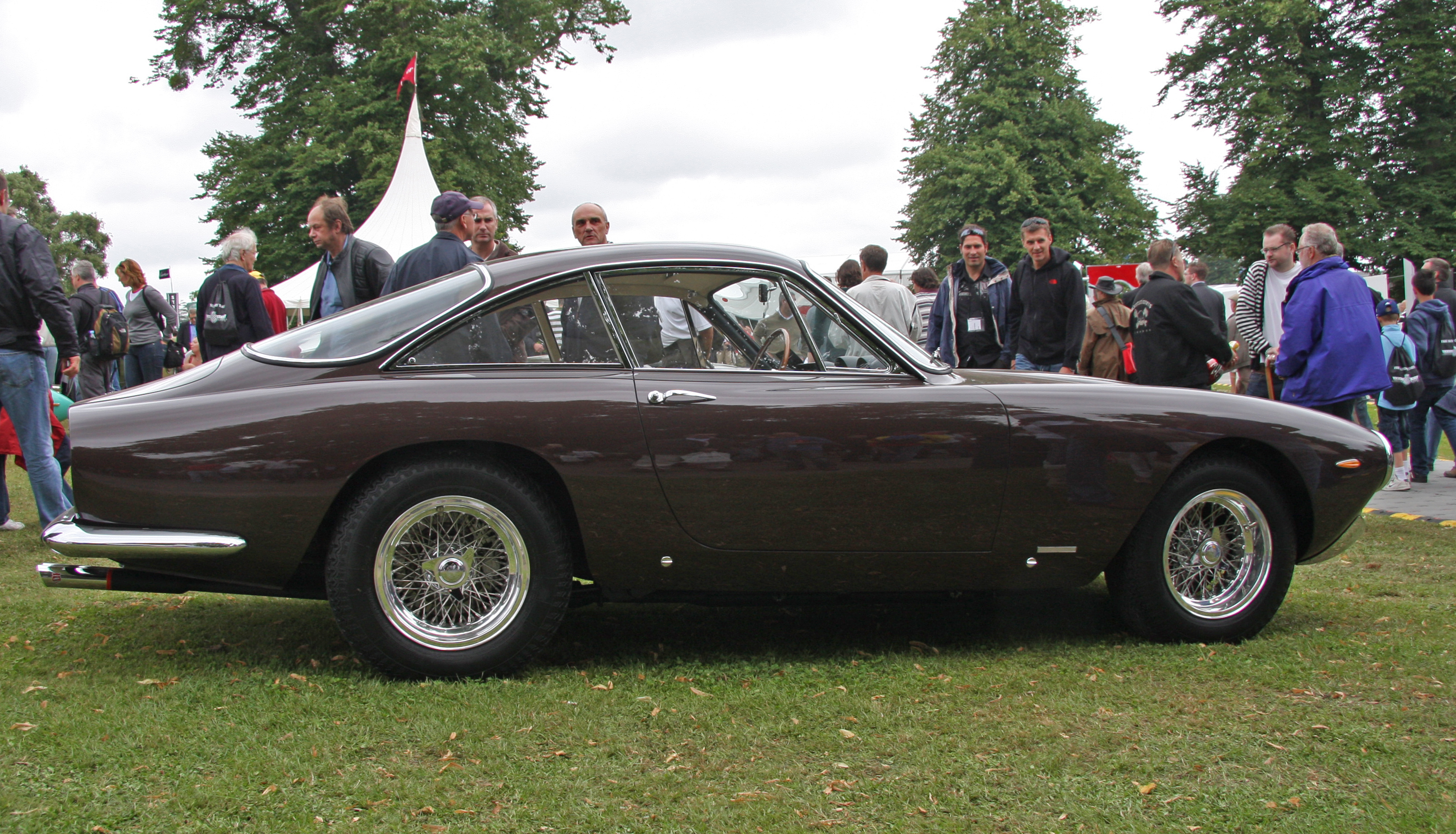
La 250 GT Lusso conserve un empattement court de 2.40 m.

Contrairement à la 250 GTE, déclinaison « 2+2 » dont l'empattement atteint les 2,60 m, la GT Lusso est construite sur un empattement court de 2,40 m, identique à celui de la berlinette 250 GT. Le châssis adopte la structure tubulaire de la 250 GTO, en diminuant toutefois la section des tubes,. De fait, le châssis pouvait, selon Brian Laban, auteur de Ferrarissime, « soutenir brillamment la comparaison avec celui des concurrentes ».
Au niveau des suspensions, la 250 GT Lusso dispose de doubles triangles superposés et de ressorts hélicoïdaux à l'avant, tandis qu'un pont rigide, des ressorts à lames semi-elliptiques et des ressorts hélicoïdaux, concentriques à des amortisseurs télescopiques, équipent la suspension arrière. Le freinage est assuré par quatre freins à disque à commande hydraulique, placés derrière les jantes à rayon Borrani en aluminium poli à fixation par papillon central chromé.

## Moteur et transmission

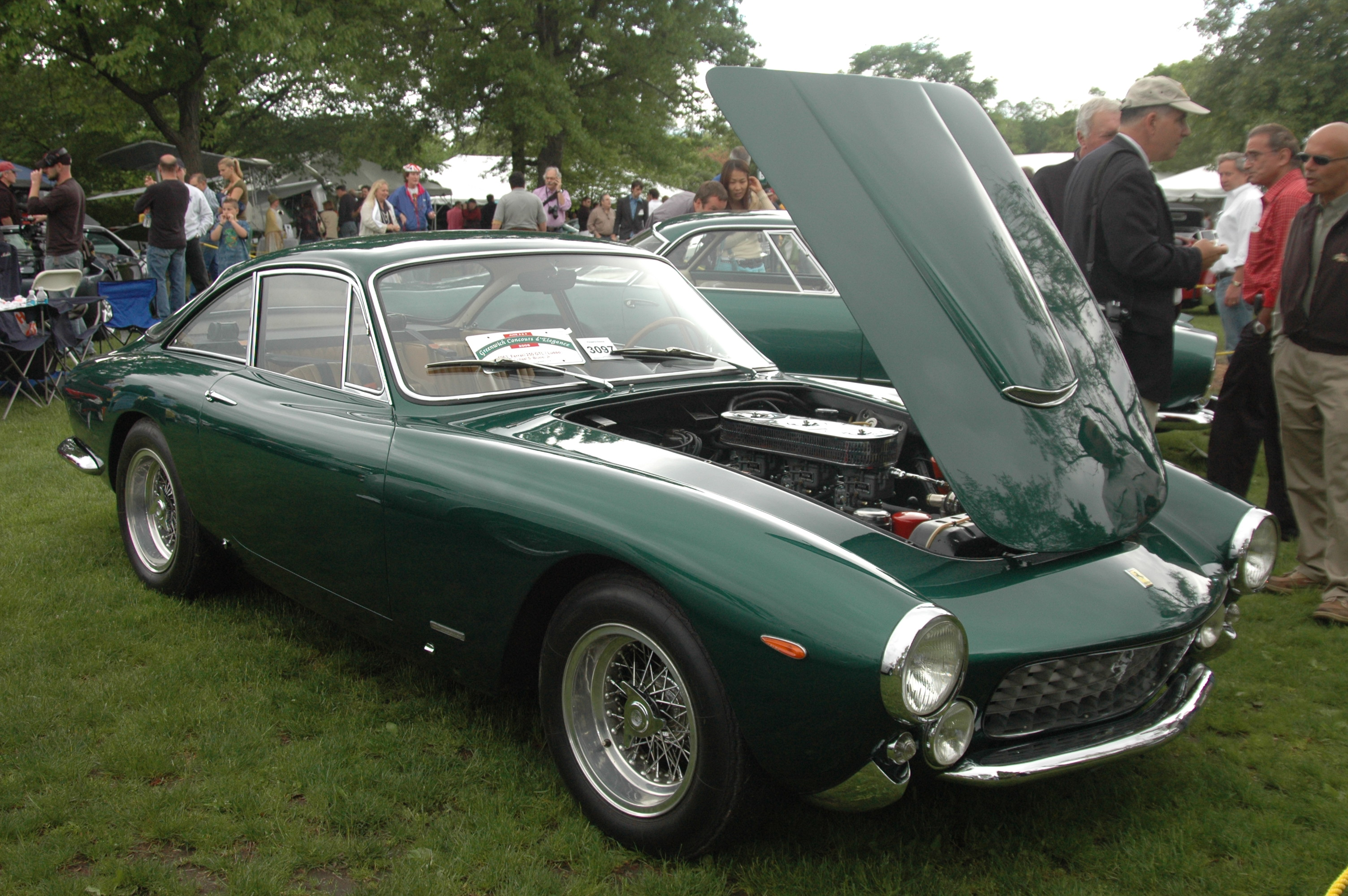
La 250 GT Lusso est mue par le célèbre V12 ouvert à 60°.

Animée par le moteur V12 « Colombo » d'une cylindrée de trois litres (2 953 cm3 exactement), la 250 GT Lusso développe une puissance de 240 ch à 7 500 tr/min et 242 N m de couple à 5 500 tr/min. Elle atteint une vitesse maximale de 240 km/h, devenant par conséquent l'automobile de tourisme la plus rapide de l'époque, et n'a besoin que de 7 à 8 secondes pour accélérer de 0 à 100 km/h ,. Certains composants, comme les soupapes et le vilebrequin, sont issus du moteur de la 250 GT SWB tandis que d'autres, tels que les pistons et le bloc-cylindres, proviennent de la 250 GTE.
Le moteur est tout aussi « civilisé » que l'habitacle, étant donné qu'il n'est muni que d'un seul arbre à cames en tête par banc de cylindres, entraîné par chaîne, de deux soupapes par cylindre et de trois carburateurs Weber double corps placés au sommet du V, contre six habituellement sur les versions plus sportives.
Ce V12 souffre néanmoins d'importantes émissions de fumée lors de fortes accélérations — c'est d'ailleurs pour cette raison que Steve McQueen, irrité par les fumées persistantes en dépit d'une réparation du moteur, se séparera de sa GTL en 1967 — et de vibrations aux alentours de 3 700 tr/min. La boîte de vitesses synchronisée accuse également quelques faiblesses, étant donné qu'elle n'est dotée que de quatre rapports, dont le premier s'avère être un peu long afin d'améliorer le 0 à 100 km/h.

## Compétition
En 1963, une Ferrari 250 GT Lusso inscrite sous le dossard n° 5 est initialement engagée aux 500 Kilomètres de Spa, mais le pilote ne se présente pas au départ.
En 1964, un équipage portant le dossard n° 120, engageant une Ferrari 250 GT Lusso à la course de la Targa Florio, termine à la 13e place du classement général,. Le suisse Robert Blouin, alors propriétaire du châssis « 4965GT », décide d’engager sa Ferrari 250 GT Lusso dans diverses compétitions, notamment la Targa Florio où il franchit la ligne d'arrivée après la limite de temps et termine non classé,.

### Résultats en compétition
Tableau synthétique des résultats de la Ferrari 250 GT Lusso en compétition,, :
| Année | Course                           | Numéro de course | Châssis | Pilotes                | Écurie                 | Résultat   |
| ----- | -------------------------------- | ---------------- | ------- | ---------------------- | ---------------------- | ---------- |
| 1964  | Grand Rallye National de l’Ouest | 107              | 4965GT  | Robert Blouin          | ?                      | ?          |
| 1964  | Grand Prix de Spa-Francorchamps  | 33               | 4965GT  | Robert Blouin          | ?                      | ?          |
| 1964  | Grand Prix de Paris              | 48               | 4965GT  | Robert Blouin          | ?                      | ?          |
| 1964  | Targa Florio                     | 120              | ?       | Taormina / Tacci       | Baldassare Taormina    | 13e        |
| 1964  | Prix de Paris                    | ?                | 4965GT  | Robert Blouin          | pas de nom d'équipe    | ?          |
| 1964  | Grand Prix de Zolder             | 4                | 5367GT  | Charly Müller          | pas de nom d'équipe    | 9e         |
| 1964  | Hill Climb Freiburg              | 62               | 5367GT  | Charly Müller          | Scuderia Sant Ambroeus | 29e        |
| 1964  | Hill Climb Sierre Montagna       | 161              | 5367GT  | Charly Müller          | Charly Müller          | 33e        |
| 1964  | Tour de France                   | 167              | 5367GT  | Charly Müller / Walter | Charly Müller          | 24e        |
| 1965  | Targa Florio                     | 116              | 4965GT  | Robert Blouin / Sauer  | « Bouchon »            | Non classé |
| 1965  | 500 kilomètres de Spa            | 30               | 4965GT  | Robert Blouin          | « Bouchon »            | 16e        |
| 1965  | Hill Climb Ollon-Villars         | 131              | 5367GT  | Charly Müller          | Scuderia Filipinetti   | 35e        |
| 1965  | Hill Climb Ollon-Villars         | 133              | ?       | Daniel Siebenmann      | Ecuire Biennoise       | 31e        |

## Héritage
La 250 GT Lusso est la dernière représentante de la lignée des Ferrari 250, commencée en 1952 avec la 250 S : la fin de sa production en 1964 annonce le début d'une nouvelle génération de Ferrari, toujours plus luxueuses et raffinées, celle des Ferrari 275 et 330.
La Ferrari 250 GT Lusso marque également l'aboutissement de la stratégie commerciale d'Enzo Ferrari, selon laquelle « Ferrari vendait des voitures de course, des voitures de course doublées de routières, des routières pouvant faire de la compétition, et des routières tout court ». Si de cette manière, Ferrari est devenu un constructeur automobile à part entière et s'est constitué une importante clientèle, son seul objectif était en réalité de financer sa passion pour la compétition automobile.